# Hamerlingpark

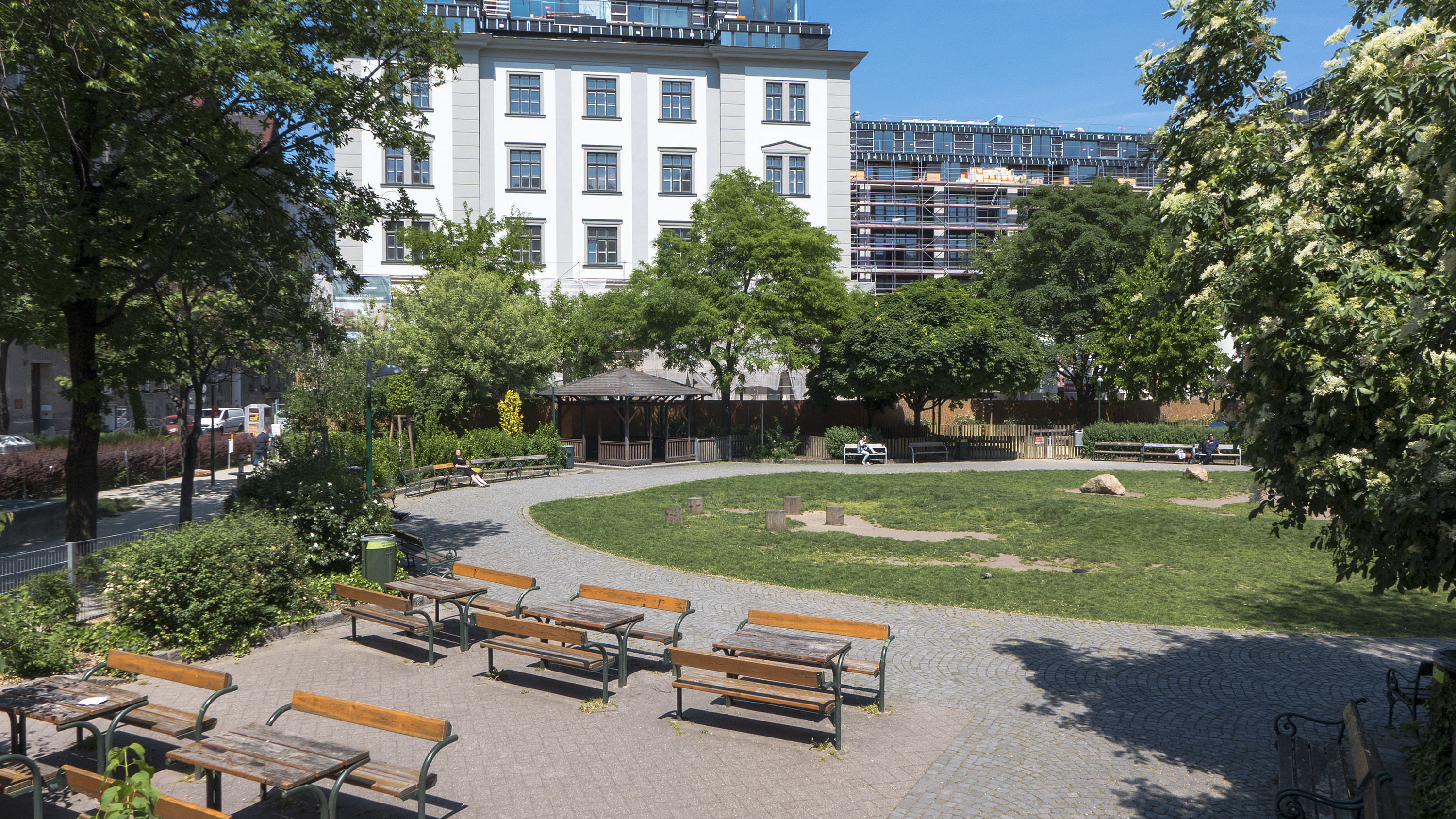
Hamerlingpark

Der Hamerlingpark  auf dem Hamerlingplatz ist eine Parkanlage im 8. Bezirk Wiens, der Josefstadt. Mit einer Fläche von rund 6.000 m² ist er nach dem Schönbornpark der zweitgrößte Park im 8. Bezirk. Er liegt zwischen Skoda- und Kupkagasse einen Häuserblock nördlich der Josefstädter Straße.
Auf dem Gelände des Hamerlingparks stand einst die Josefstädter Kaserne. Von 1903 bis 1910 erfolgte im Zuge der Kasernentransaktion die Demolierung, und es entstand der Hamerlingplatz und -park, der nach dem österreichischen Schriftsteller Robert Hamerling benannt wurde.
Der Park umfasst Spielbereiche für Kinder, Sitzmöglichkeiten und eine Hundezone.